# アメリカ横断ウオーク2001
アメリカ横断ウォーク2001（アメリカおうだんウォーク）は、2001年に行われたイベント。日本ウォーキング協会および読売新聞社主催、総務省・外務省・文部科学省などが後援していた。

## 概要
サンフランシスコ講和条約調印から50周年を記念して開催された。北米大陸5,000キロ、首都ワシントンから西海岸のサンフランシスコまでを162日かけて徒歩で踏破するというものだった
参加者は13名（うち女性8名）で全員無事完走を果たしたという。 